# Nguyễn Phan Vinh
Nguyễn Phan Vinh (1933 – 1 tháng 3 năm 1968) là một sĩ quan Hải quân nhân dân Việt Nam, anh hùng Lực lượng vũ trang nhân dân. Tên của ông được đặt cho đảo Phan Vinh thuộc quần đảo Trường Sa. Nguyễn Phan Vinh trở thành thuyền trưởng của Tàu 235 và cùng 14 đồng đội khác tử nạn trong Sự kiện tàu 235, giai đoạn Chiến tranh Việt Nam.

## Thân thế
Nguyễn Phan Vinh sinh năm 1933 tại xã Điện Nam, huyện Điện Bàn, tỉnh Quảng Nam, trong một gia đình có truyền thống cách mạng. Cha của ông là Nguyễn Đức Mẫn, du kích xã Điện Nam, hy sinh trong một trận càn và được Nhà nước công nhận liệt sĩ; mẹ là bà Phan Thị Mẫn, sau này được phong tặng danh hiệu Bà mẹ Việt Nam anh hùng. Người cô ruột tên Nguyễn Thị Liễu cũng được phong tặng danh hiệu này. Một người anh khác tên Nguyễn Đức Xử (mất 2008) là bộ đội trong giai đoạn chiến tranh Đông Dương, đến năm 1954 thì tập kết ra Bắc và làm bí thư chi bộ ở Nông trường Sao Vàng, tỉnh Quảng Bình. Đầu năm 1963, mẹ của ông qua đời vì bị địch tra tấn; cùng năm, người anh trai của ông là Nguyễn Đức Lân hi sinh trên chiến trường Quảng Nam, về sau cũng được công nhận liệt sĩ. Là con út trong gia đình có 9 người con nên ông còn có tên gọi khác là Mười Vinh. Từ năm 16 tuổi, ông đã làm liên lạc cho Huyện ủy Điện Bàn. Tháng 7 năm 1954, ông nhập ngũ và tập kết ra Bắc. Nguyễn Phan Vinh còn là Đảng viên Đảng Cộng sản Việt Nam.

## Sự nghiệp
Nguyễn Phan Vinh được đào tạo chỉ huy tàu phóng lôi tại Trung Quốc. Trong giai đoạn 1963–1968, Nguyễn Phan Vinh đã tham gia chỉ huy 11 chuyến tàu không số chở vũ khí vào chi viện cho miền Nam Việt Nam với cương vị thuyền phó rồi thuyền trưởng. Nguyễn Phan Vinh cũng được tin tưởng giao trách nhiệm đưa các nhà lãnh đạo cấp cao như Đại tướng Lê Đức Anh và các tướng lĩnh quân đội khác vào miền Nam công tác.
Trong thời gian chiến dịch "Chiến tranh đặc biệt" của quân đội Mỹ đang thực hiện tại miền Nam Việt Nam. Hải quân nhân dân Việt Nam và Quân giải phóng miền Nam Việt Nam đã thành lập một tuyến hậu cần chiến lược trên Biển Đông với tên gọi "Đường Hồ Chí Minh trên biển". Từ những năm 1962–1965, chính quyền Việt Nam Dân chủ Cộng hòa đã thực hiện nhiều chuyến thuyền để vận chuyển, cung cấp vũ khí cho miền Nam.

### Sự kiện tàu 235
Tháng 2 năm 1968, trong chiến dịch vận chuyển vũ khí vào miền Nam cho cuộc tổng tiến công Mậu Thân 1968, Nguyễn Phan Vinh cùng chính trị viên Nguyễn Tương đã chỉ huy cán bộ thủy thủ đi tàu 235, chở 16 tấn vũ khí vào bến Hòn Hèo, Khánh Hòa cho chiến trường Khu 5. Ngày 27 tháng 2 năm 1968, Nguyễn Phan Vinh trở thành thuyền trưởng chỉ huy tàu C-235 (thuộc Đoàn 125, Bộ Tư lệnh Hải quân) gồm có 21 người: Chính trị viên Nguyễn Tương; thuyền phó Đoàn Văn Nhi, Võ Tá Tu; máy trưởng Trương Văn Mùi; thợ máy Ngô Văn Thứ, Nguyễn Minh Hải, Trần Lộc, Vũ Long An; thợ điện Lê Duy Mai; báo vụ Phạm Trường Nam, Doãn Quang Ruyện; rađa Trần Thọ Thuyết; thủy thủ Ngô Văn Dầu, Nguyễn Văn Phong, Hà Minh Thật, Đào Quang Ty; lái tàu Mai Văn Khung, Lâm Quang Tuyến; y tá Hoàng Văn Hòa và cơ yếu Nguyễn Văn Dũng. Trước giờ nhổ neo, Ngô Văn Dầu phải vào viện vì bị viêm phổi nên rời đoàn.
Sau khi đi 2 ngày đêm trên vùng biển quốc tế. Tối ngày 29 tháng 2, tàu đến ngang vùng biển Nha Trang và chuyển hướng vào bờ. Sau khi bị phát hiện, Mỹ đã lập tức huy động 7 con tàu, nhiều máy bay chiến đấu, liên đoàn biệt động Mỹ và Quân lực Việt Nam Cộng hòa đến vùng biển Nha Trang với ý định bắt sống. Sau khi biết đã bị lộ, Nguyễn Phan Vinh đã lái tàu qua đội hình của địch. Sau khi bắn được một chiếc tàu của địch, các tàu khác liên tục bắn đạn vào tàu của ông. Kết quả khiến 5 cán bộ, chiến sĩ trên tàu qua đời; 2 người bị thương nặng và 7 người bị thương nhẹ. Nguyễn Phan Vinh cũng bị một mảnh đạn xượt qua đầu. Trương Văn Mùi, máy trưởng, bị trúng đạn vào ngực và qua đời, ngã vào cần gạt, khiến tàu dạt vào bờ. Nguyễn Phan Vinh tổ chức đưa các đồng đội tử nạn và bị thương vào bờ, sau đó ra lệnh chuẩn bị điểm hỏa cho nổ tàu. Sau khoảng 20 phút thì tàu phát nổ, địch đem máy bay đến bắn phá ven biển nhằm dọn đường cho bộ binh bao vây và bắt sống các thủy thủ. Sau một thời gian chống trả, Nguyễn Phan Vinh đã qua đời tại Hòn Hèo. Số thủy thủ của tàu 235 còn lại 7 người, đều bị thương tích và ở trên đảo suốt hơn 10 ngày cho tới khi liên lạc được với du kích. Theo lời thợ máy Vũ Long An, 1 trong 5 người sống sót; sau khi liên lạc được với du kích, thuyền phó Đoàn Văn Nhi cũng đã mất tích trên đảo. Lái tàu Mai Văn Khung đi tìm nước uống rồi bị địch bắt. Bốn con tàu của đoàn 125 ra đi làm nhiệm vụ nhưng chỉ có tàu 56 trở lại. 5 chiến sĩ được lực lượng được người dân tìm thấy và chăm sóc, hồi phục sức khỏe rồi vượt đường Trường Sơn ra miền Bắc. Mặc dù đã được an táng nhưng cho đến nay, ngôi mộ của Nguyễn Phan Vinh đã bị thất lạc.

### Vinh danh
Nguyễn Phan Vinh được tặng thưởng Huân chương Chiến công hạng Nhất và truy tặng Huân chương Quân công hạng Ba. Ngày 25 tháng 8 năm 1970, ông được Nhà nước truy tặng danh hiệu Anh hùng lực lượng vũ trang nhân dân. Tháng 5 năm 1978, sau khi Việt Nam quản lý toàn bộ đảo Hòn Sập, trong 1 lần đi kiểm tra công tác tại đảo, đô đốc Giáp Văn Cương, Tư lệnh quân chủng Hải quân, đã đề nghị đổi tên đảo Hòn Sập thành đảo mang tên Nguyễn Phan Vinh. Đến năm 1990, nhân kỷ niệm 15 năm giải phóng quần đảo Trường Sa, đảo Hòn Sập thuộc quần đảo Trường Sa được đổi tên thành đảo Phan Vinh. Năm 2003, nhà tưởng niệm anh hùng liệt sĩ Nguyễn Phan Vinh được Quân chủng Hải quân xây dựng tại thị xã Điện Bàn. Năm 2011, tập thể tàu C235 được Nhà nước Việt Nam phong tặng danh hiệu Anh hùng Lực lượng vũ trang nhân dân.